# Елиџеј (Џорџија)
Елиџеј (Џорџија) (енгл. Ellijay) град је у америчкој савезној држави Џорџија. По попису становништва из 2010. у њему је живело 1.619 становника.

## Демографија
Према попису становништва из 2010. у граду је живело 1.619 становника, што је 35 (2,2%) становника више него 2000. године.
| Група             | 2000.         | 2010.         |
| Белци             | 1.131 (71,4%) | 1.076 (66,5%) |
| Афроамериканци    | 22 (1,4%)     | 23 (1,4%)     |
| Азијати           | 27 (1,7%)     | 2 (0,1%)      |
| Хиспаноамериканци | 399 (25,2%)   | 497 (30,7%)   |
| Укупно            | 1.584         | 1.619         |